# TV5 (Philippinen)
TV5 ist ein philippinischer Fernsehsender, der zur MediaQuest Holdings gehört. 2016 wurde er von der Media Ownership Monitor Philippines als der drittgrößte Fernsehsender der Philippinen bezeichnet.
Der Fernsehsender strahlt ein analoges, terrestrisches Vollprogramm im VHF- und digital im UHF-Frequenzbereich aus und ist frei empfangbar. Sein Name leitet sich vom VHF-Kanal 5 ab, welchen er im Großraum Manila verwendete.

## Geschichte
Der Fernsehsender wurde 1960 gegründet, nachdem die Philippinen am 19. Juni 1960 private Radio- und Fernsehsender legalisierten. Gegründet wurde der Fernsehsender von Joaquin Roces, dem damaligen Mehrheitseigentümer der The Manila Times unter dem Namen ABC (Associated Broadcasting Corporation). Der Sender wurde 1972 von Präsident Ferdinand Marcos gemeinsam mit der Zeitung verboten, der Besitzer kam ins Gefängnis. Erst nach der Wiedererrichtung der Demokratie wurde der Sender 1992 wieder zugelassen und nahm unter Edgardo, dem Sohn von Joaquin Roces, den Sendebetrieb wieder auf. 2003 wurde der Fernsehsender an die PLDT, dem führenden Telefonanbieter des Landes, verkauft. 2008 übernahm die Media Prima Berhad of Malaysia die Mehrheit an dem Fernsehsender, verkaufte diese aber bereits 2009 an Manuel V. Pangilinan, dem Eigentümer von MediaQuest. Im Rahmen des Transfers erhielt er den Namen TV5 und das dahinterstehende Unternehmen den Namen TV5 Network Incorporated. 2008 hatten Konkurrenten den Fernsehsender wegen der Beteiligung der Malaysischen Media Prima verklagt. Der Sender würde die Verfassung von 1987 verletzen, welche ausländische Mehrheitsbeteiligungen an Massenmedien auf den Philippinen verbot. Ein Gericht gab den Konkurrenten recht. Media Prima zog sich von ihrer Teilhaberschaft auf den Philippinen zurück und verkaufte ihre Anteile an die PLDT zurück.

## Sendungen
Ursprünglich lag die Priorität des Fernsehsenders auf Nachrichten und Sportübertragungen. 2019 wurde das Programm breiter aufgestellt. Zugekaufte Unterhaltungssendungen werden heute primär ausgesendet. Auch werden Sendezeiten an unabhängige Produzenten verkauft, und Sendungen des ebenfalls zur MediaQuest Holding gehörenden Fernsehsenders Cignal TV ausgestrahlt. Robert P. Galang, der Präsident des Senders, ist gleichzeitig Präsident von Cignal TV.

### Ausgestrahlte Sendungen
- Aksyon (Nachrichten)
- Alagang Kapatid
- Healing Galing sa TV
- History with Lourd
- Insider
- Kaya
- Public Atorni
- Reaksyon
- Once Upon a Time – Es war einmal … (ABC, 2011-) (Serie)
- Smallville (The WB, 2001–2006 / The CW, 2006–2011) (Serie)
- Supernatural (The WB, 2005–2006 / The CW, 2006-) (Serie)
- Teen Wolf (MTV, 2011-) (Serie)
- The Walking Dead (AMC, 2010-) (Serie)
- Nikita (The CW, 2010–2013) (Serie)
- Scandal (ABC, 2012-)
- HAPPinas Happy Hour
- Ridiculousness
- Hi-5 Philippines
- MTV Pinoy Top 20 Pilipinas
- Catfish – Verliebte im Netz (MTV, 2012-) (Reality-Show)
- Ex on the Beach (MTV UK, 2012-) (Reality-Show)
- Inspector Gadget
- Kleine Einsteins
- Mr. Bean – Die Cartoon-Serie (ITV, 2002–2004; 2015–2016) (Zeichentrickserie)
- Rat-A-Tat (Pakdam Pakdai)
- Sofia die Erste – Auf einmal Prinzessin
- Die 7Z
- The Looney Tunes Show (Cartoon Network, 2011–2014) (Zeichentrickserie)
- EZ Shop
- Kakaibang Lunas
- Shop Japan
- CineFilipino
- Movie Max 5
- Sine Squad
- Philippine Basketball Association
- Sports 360
- Ultimate Fighting Championship